# Christian von Koenigsegg
Christian Erland Harald von Koenigsegg (nascido em 2 de julho de 1972) é um engenheiro automotivo e empresário sueco. É o fundador e CEO da empresa sueca de automóveis de alta performance Koenigsegg.
Em 1994, a Koenigsegg lançou o "projeto Koenigsegg", que acabou se tornando a Koenigsegg Automotive. Juntamente com o designer David Crafoord, Koenigsegg criou um conceito de design seguindo seus esboços originais. O primeiro protótipo permitiu a fundação da Koenigsegg Automotive. Koenigsegg e sua esposa, Halldóra, estão liderando a empresa.

## Juventude
Christian von Koenigsegg é filho de Jesko von Koenigsegg, CEO da JK Energiteknik, e da fashionista Brita Aasa. A linhagem de von Koenigsegg é atestada desde 1171 d.C. e tem origem na Suábia, no Sacro Império Romano-Germânico, onde seus ancestrais eram cavaleiros (consulte Königsegg para obter detalhes). O logotipo atual da Koenigsegg Automotive é baseado no brasão da família Königsegg.
Koenigsegg cresceu em Estocolmo e passou um ano no ensino médio em Danderyd antes de se matricular no internato Lundsbergs e, em seguida, estudar economia na Scandinavian School of Brussels. Ele demonstrou interesse por carros desde cedo, a partir dos cinco anos de idade, quando assistiu ao filme em stop-motion The Pinchcliffe Grand Prix, sobre um construtor de bicicletas que construiu um carro de corrida, Il Tempo Gigante [nb]. Aos seis anos de idade, ele dirigiu um kart pela primeira vez, e lembra-se vividamente disso como “um dos melhores dias de sua vida”.

## Koenigsegg Automotive
Artigo principal: Koenigsegg.
Christian von Koenigsegg fundou a Koenigsegg Automotive AB em 1994 na esperança de produzir um carro esportivo de “classe mundial”. Essa empresa foi financiada inicialmente com dinheiro dos empreendimentos comerciais anteriores de Christian. Ele também recebeu US$ 200.000 do conselho sueco de desenvolvimento técnico. Mais tarde, o pai de Christian se tornou um dos primeiros investidores e financiou a operação por mais de 3 anos. Halldora von Koenigsegg se envolveu em 2000 como COO.

## Vida pessoal
Christian von Koenigsegg se casou com Halldora Tryggvadóttir em 2000 e há histórias diferentes sobre onde se conheceram. Algumas fontes dizem que se conheceram durante os estudos em Bruxelas, enquanto outras fontes dizem que se conheceram durante o ensino médio. Atualmente possuem 2 filhos, Sebastian e Samuel. Sebastian von Koenigsegg atualmente trabalha na Koenigsegg Automotive AB como Gerente de Marca e Conteudo. Koenigsegg sofre de  alopecia areata universalis, uma doença autoimune em que o corpo se vira contra os folículos capilares.

## Honras
- 2024 EY Empreendedor do ano pela Suécia.
- 2023 Medalha de Inovação do Presidente da FIA.[12]
- 2022 Premiação de Realização Empresarial pela Sociedade Patriótica Real Sueca.
- 2014 EY Empreendedor do ano no sul da Suécia. (Fevereiro de 2015)[13]
- 2013 Empreendedor do ano pela Ängelholm Näringsliv. (Maio de 2014)[14]